# Bobrůvka
Bobrůvka este o arie protejată (arie specială de conservare — SAC, sit de importanță comunitară — SCI) din Republica Cehă întinsă pe o suprafață de 17,5 ha, integral pe uscat.

## Localizare
Centrul sitului Bobrůvka este situat la coordonatele 49°24′16″N 16°15′44″E / 49.404444°N 16.262222°E.

## Înființare
Situl Bobrůvka a fost declarat sit de importanță comunitară în aprilie 2005 pentru a proteja 1 specie de animale. Situl a fost protejat și ca arie specială de conservare în mai 2015.

## Biodiversitate
Situată în ecoregiunea continentală, aria protejată conține 1 habitat natural: Cursuri de apă de la nivel de câmpie la nivel montan, cu vegetație Ranunculion fluitantis și Callitricho-Batrachion.
La baza desemnării sitului se află o specie protejată de  pești: zglăvoacă (Cottus gobio).